# Granica polsko-litewska
Granica litewsko-polska – granica państwowa między Republiką Litewską a Rzecząpospolitą Polską istniejąca formalnie od momentu uzyskania niepodległości Litwy od Związku Radzieckiego, tj. od 6 września 1991. Do 1991 roku obecna granica z Litwą, licząca 104 km, stanowiła część granicy z ZSRR i miała identyczny przebieg.
Tzw. przesmyk suwalski – na północnym wschodzie Polski, wzdłuż granicy z Litwą – pomiędzy obwodem królewieckim a Białorusią – jest uznanym przez NATO „jednym z najbardziej zapalnych punktów Europy”.

## Przebieg granicy

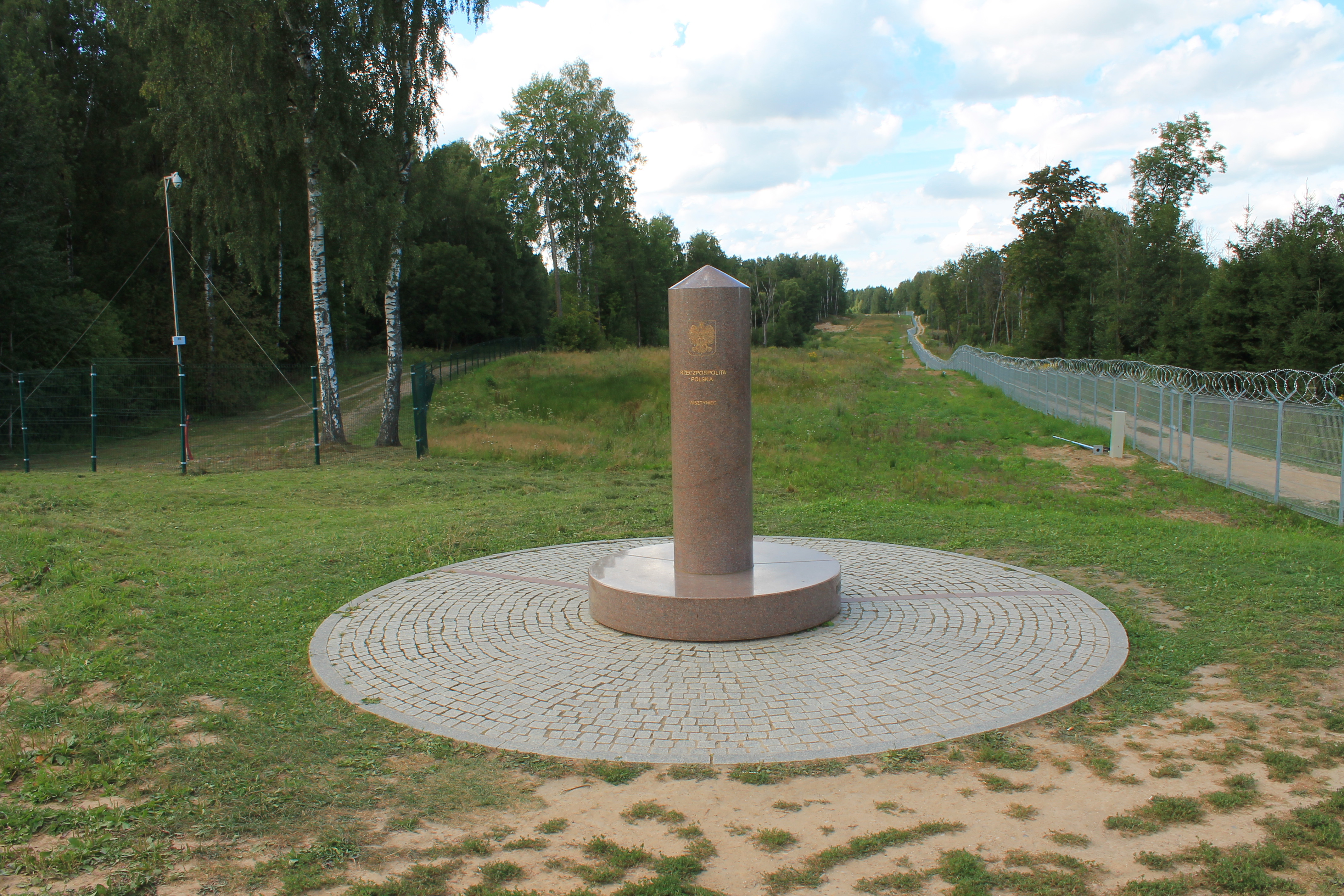
Trójstyk granic Polski, Litwy i Rosji

Granica z Litwą biegnie od zbiegu granic Polski, Białorusi i Litwy na północ rzeką Marycha (lit. Mara), na wschód od miejscowości Berżniki i Sejny, następnie przecina jezioro Gaładuś (lit. Galadusys) i przybiera kierunek północno-zachodni, pozostawiając po stronie polskiej Burbiszki, Poluńce, Puńsk i Wojciuliszki, dochodzi do rzeki Szeszupa, na północ od miejscowości Rutka-Tartak, Maszutkinie i Wiżajny, do trójstyku (znak graniczny nr 1987) – zbiegu granic trzech państw Polski, Rosji (obwód królewiecki) i Litwy. Obecna granica państwowa dzieli historyczną Suwalszczyznę.

## Granica litewsko-polska w okresie międzywojennym

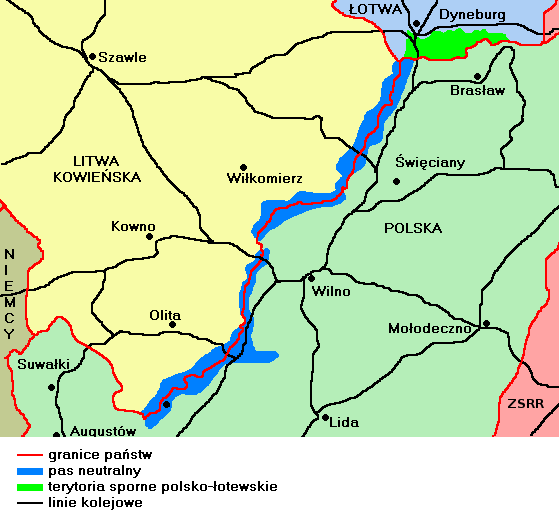
Obszar pasa neutralnego między Polską i Litwą oraz terytoria sporne pomiędzy Polską i Łotwą

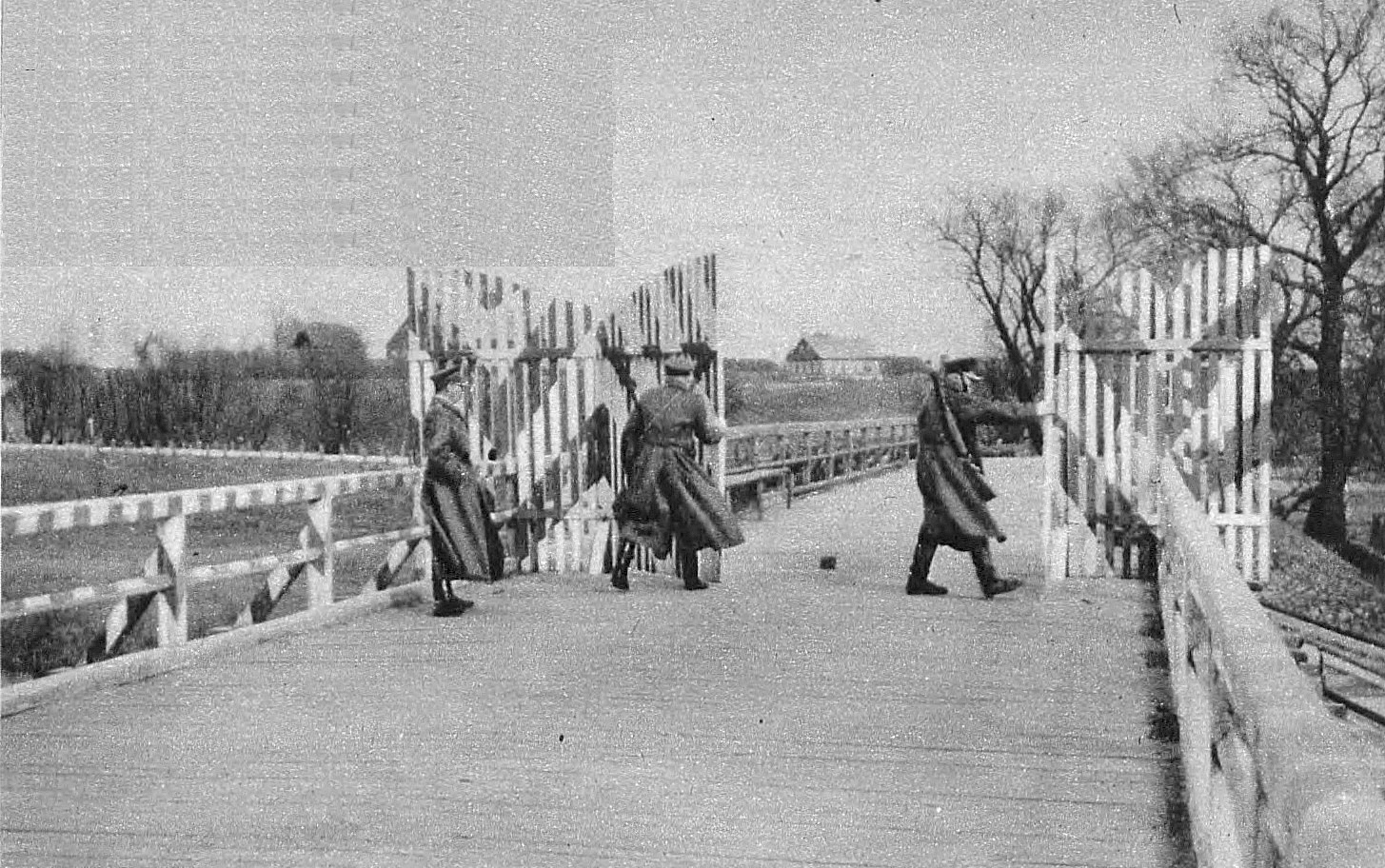
Przejście na granicy w okresie międzywojennym

Po zakończeniu działań I wojny światowej na mapie Europy pojawiło się kilka nowych państw, w tym Polska i Litwa. Oba państwa od wieków pozostawały w ścisłych stosunkach, co jednak nie uchroniło ich od konfliktu. Obie strony chciały podporządkować sobie okolice Wilna, które pod względem historycznym było częścią Litwy, jednak większość ludności mówiła po polsku i czuła się związana z rodzącym się państwem polskim.
W lipcu 1919 roku Rada Najwyższa konferencji pokojowej w Paryżu zdecydowała o poprowadzeniu linii demarkacyjnej wzdłuż linii Grodno – Wilno – Dyneburg, zostawiając Wilno po stronie polskiej (linia Focha). W wyniku kontrofensywy bolszewickiej Polacy zostali zmuszeni do wycofania z miasta. 12 lipca 1920 Rosja Radziecka zawarła umowę z Litwą, na mocy której Wilno miało zostać przekazane Litwinom. Faktycznie Sowieci uciekając przekazali Wilno Litwinom dopiero 27 sierpnia, po klęsce pod Warszawą, gdy polskie oddziały zmusiły wojska radzieckie do ucieczki. Liga Narodów dążyła do przeprowadzenia plebiscytu, na co nie zgadzały się strona polska i litewska.
W związku z rozwojem sytuacji Józef Piłsudski wydał gen. Żeligowskiemu rozkaz upozorowania buntu i zajęcia miasta. Wraz z okolicznymi terenami utworzono Republikę Litwy Środkowej. W 1922 roku przeprowadzono wybory do lokalnego sejmu, który zadecydował o przyłączeniu tych terenów do Polski.
Wspólna granica obu państw biegła na odcinku długości 521 km i de facto w takim kształcie istniała do 28 września 1939, a de iure przestała istnieć 6 lutego 1946, tj. w momencie wejścia w życie umowy o polsko-radzieckiej granicy państwowej.